# Зона слободна од мржње
Зона слободна од мржње је серија догађаја који су се организовали од 2013. до 2017. године у Београду поводом Међународног дана поноса ЛГБТ+ особа. Акцију је заједнички организовао низ невладиних организација: Геј стрејт алијанса, Жене у црном, Гетен, Геј лезбијски инфо центар, Асоцијација „Дуга”, Центар за квир студије, Новосадска лезбијска организација, Удружење „Хестија” и Комитет правника за људска права. Иницијатива је током свог трајања имала подршку бројних институција, међународних организација и амбасада.

## 2013. година
Први догађај био је посвећен сећању на страдалог француског држављанина Бриса Татона, који је брутално претучен 2009. године. Скуп је почео окупљањем на Тргу Републике уз кратко обраћање организатора, а затим су учесници кренули у шетњу Kнез Михаиловом и Змај Јовином улицом до Обилићевог венца носећи велики транспарент „Зона слободна од мржења” и заставу дугиних боја дугу осам метара. Догађај је завршен без иједног инцидента, а многи грађани су током шетње поздрављали колону.

## 2014. година
Друга година била је посвећена солидарности ЛГБТ+ заједнице са ромском заједницом. Учесници су носећи заставе дугиних боја и транспаренте којим су исказали и солидарност са угроженима у поплављеним подручјима, шетали од парка Мањеж до места где је убијен ромски дечак Душан Јовановић. Учесници су минутом ћутања одали пошту убијеном дечаку а активисти су положили цвеће на спомен плочу.

## 2015. година
Треће година била је посвећена антифашизму. Шетња је ишла од Трга Републике до Споменика обешеним антифашистима на Теразијама, а циљ је био да се укаже на значај борбе против фашизма и негативних друштвених појава. Поред тога, у Дому омладине публика је имала прилику да посети изложбу „Београд прајд 2010 – 2015”, трибину „Прајд: Поглед са стране – шта је за нас успешан Прајд”, као и да погледа три документарна филма: „Квир Београд”, „Квир артивизам” и „Kако смо се борили за геј бракове”.

## 2016. година
Четврти догађај био је посвећен солидарности са ратним избеглицама. Организован је на простору Савамале где се одиграло незаконито рушење објеката. Циљ је био да се назначи важност солидарности у друштву, као и то да различити идентитети, позадине и искуства могу допринети богатству заједнице. Активисти су након скупа доставили хуманитарну помоћ избеглицама смештеним у парковима око аутобуске станице и Економског факултета.

## 2017. година
Пети догађај је такође био посвећен солидарности са ратним избеглицама, а организован је у парку код Економског факултета у Београду. Локација је одабрана зато што представља место одакле градске власти уклањају избеглице због заштите зелених површина.